# Хаблум
Хаблум — царь гутиев, правил приблизительно в 2132 — 2130 годах до н. э.
Возможно, происходил из города Лани. Правил 2 года.
| Династия гутиев         |                                      |                     |
| Предшественник: Ибранум | царь гутиев ок. 2132 — 2130 до н. э. | Преемник: Пузур-Син |